# S★スパイシー
S★スパイシー（エススパイシー、★は発音しない）は、スターダストプロモーションに所属していた女性アイドルグループである。愛称はエススパ。
2009年に結成された。活動中に休止期間、メンバー変更、ユニット名変更（S★スパイシー1、S★スパイシー2）があったが、最終的には栗田萌と松尾寧夏による2人組ユニットのS★スパイシーとして活動し2019年に解散した。

## 概要
2009年7月20日、葵、栗田萌、真下玲奈、花形綾沙の4人組のユニットとして「S★スパイシー」が結成された。
結成から約1か月後の2009年8月4日に開催された「スタフェス番外編その2」にてお披露目された。同じスターダストプロモーション芸能3部（当時）に所属していたももいろクローバー、私立恵比寿中学、みにちあ☆ベアーズよりもメンバーの平均年齢が高いことから「お姉さんユニット」という位置付けだった。
最初期の「S★スパイシー」（葵・栗田萌・真下玲奈・花形綾沙）以降、活動休止期間を挟み、「S★スパイシー1」（栗田萌）、「S★スパイシー2」（栗田萌・松尾寧夏）とグループ名・メンバー構成を変え、2014年4月に栗田萌・松尾寧夏の2人体制で「S★スパイシー」名義に再変更された。
主に東京都内を中心に活動しており、みにちあ☆ベアーズ（2014年3月解散）やKAGAJO☆4S（2014年2月解散）と共同でのイベント開催が中心であったが、両グループの解散以降は冠公演、単独公演も増加していた。
S★スパイシーのファンの呼称は「辛党」である。
2019年3月24日にS★スパイシーは解散した。解散日に開催されたラストライブにはももいろクローバーZのメンバー4人全員（百田夏菜子・玉井詩織・佐々木彩夏・高城れに）、私立恵比寿中学の真山りか・安本彩花がサプライズ出演した。

## 略歴

### 2009年

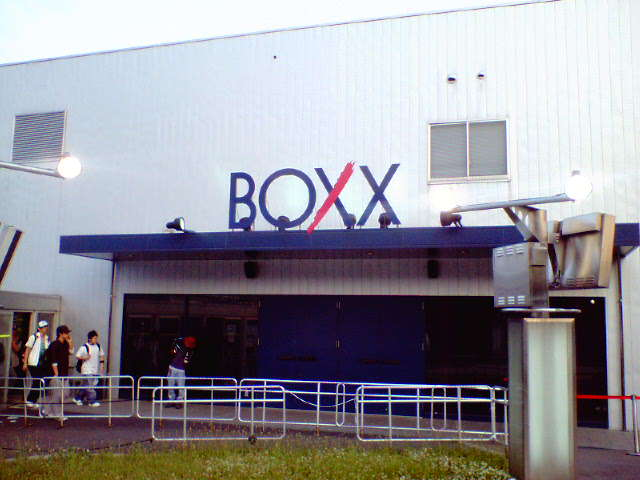
S★スパイシーが初ライブを行ったSHIBUYA BOXX（2005年5月28日撮影）

- 7月20日、葵、栗田萌、真下玲奈、花形綾沙の4人組のユニットとして「S★スパイシー」が結成された[1]。
- 8月4日、渋谷BOXXにて開催された「スタフェス番外編その2」でお披露目された。

### 2010年
- 12月26日、吉祥寺CLUB SEATAにて開催された「GIRLs-RockPop stadium」への出演をもってS★スパイシーの活動休止となった[4]。この日のライブ会場にてシングル『エキゾチックスパイス』が限定発売された[4]。

### 2011年
- 11月4日、栗田萌のソロプロジェクト「S★スパイシー1」として再始動した[4]。

### 2013年

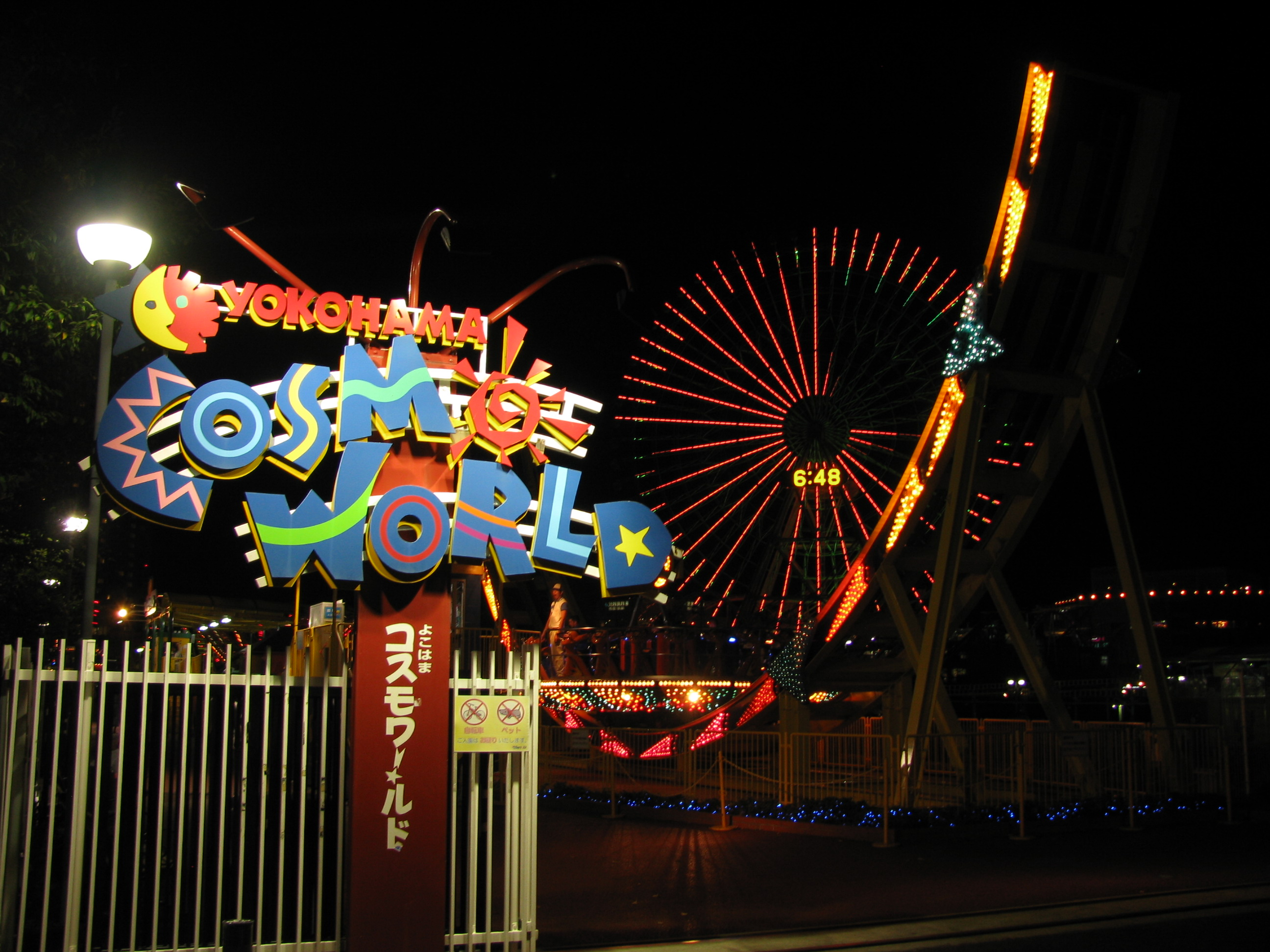
「おひとりサマー」のリリースイベント会場となったよこはまコスモワールド（横浜・みなとみらい）

- 7月21日、シングル『おひとりサマー～話がご破算になっても～』発売された。同日よこはまコスモワールドでのイベントにて『おひとりサマー～話がご破算になっても～』のリリースイベントを開催した。イベントにて「年内にCDを1,000枚販売しなければ解散」という条件が課された。
- 7月28日、TOKYO IDOL FESTIVALに出演した[5]。
- 9月21日、LIVE GATE TOKYOでのイベントで1000枚販売を達成した[6]。
- 9月28日、池袋サンシャインシティでのイベントにて、松尾寧夏の加入が発表。以降、「S★スパイシー2」として活動することとなった[6]。
- 12月7日、シングル『恋泥棒は左利き』が発売された[7]。

### 2014年
- 2月、オーディションによる新メンバーの追加を発表した。（S★スパイシーのライブ、イベントにてオーディション開催、『月刊De☆View』にてオーディションの告知がされたが合格者はいなかった[8]。）
- 3月2日、ボーノ相模大野にて初のワンマンライブを開催した[9][10]。
- 3月29日、AKIBAカルチャーズ劇場にて初の冠公演を開催した[11]。
- 4月2日、レギュラー番組である『部活オーレ 夕やけJUMP!』（J:COMチャンネル）内にて、グループ名が「S★スパイシー」に変更になることを発表した。
- 4月27日、茅ヶ崎サザンビーチにて、湘南祭2014に出演した[12]。
- 6月8日、OTODAMA甲子園予選会2014　横浜BAY JUNGLEに出演した[13]。
- 6月29日、AKIBAカルチャーズ劇場での冠公演をLIVE GATE TOKYOで開催した[14]。以後LIVE GATE TOKYOにて開催するようになった。
- 8月2日、3日　TOKYO IDOL FESTIVAL 2014へ出演した。両日あわせて全4ステージでのライブパフォーマンスを披露した[15][16]。
- 9月17日、レギュラー番組『部活オーレ 夕やけJUMP!』内のインプロ対決企画で三連敗を喫し番組MCを降板となった[17][18]。
- 10月8日、『部活オーレ 夕やけJUMP!』にゲスト出演、「年末に開催するライブで100人動員しないと解散」を宣言した（後に会場都合で2015年の年始ライブに変更された）。
- 12月6日、グランフロント大阪で開催された「3BjuniorWEST〜ここでこたえをださないようにっ!〜」にMCとして参加した。これがS★スパイシーにとって初の関西でのイベント出演となった[19]。
- 12月7日、HMVグランフロント大阪にてシングル『SGC★スパイシー』のリリースイベントを開催した[19]。
- 12月10日、シングル『SGC★スパイシー』が発売された。

### 2015年
- 1月4日、LIVE GATE TOKYOで開催された「絶体絶命ワンマンライブ 崖っぷちS★スパイシーvol.17〜100人動員できなければ解散〜」で公約の100人動員を達成、活動継続が決定した[20]。
- 10月28日、シングル『がけっぷち音頭』が発売された。

### 2018年
- 12月21日、2019年3月14日に開催されるラストライブをもってS★スパイシーが解散することを発表した[21]。

### 2019年
- 3月20日、『エキゾチックスパイス』を除く全シングルが配信開始された[22]。
- 3月24日、渋谷CLUB QUATTROでラストライブ「10th Anniversary『わっしょい！激辛△春のお祭り騒ぎ～さよならの向う側～』」を開催し解散した。この日のラストライブにはももいろクローバーZのメンバー4人全員（百田夏菜子・玉井詩織・佐々木彩夏・高城れに）、私立恵比寿中学の真山りか・安本彩花がサプライズ出演した[3]。S★スパイシー解散後、松尾寧夏は同年3月31日をもって芸能界を引退した[23]。

## メンバー

### 最終メンバー
| 名前     | よみ          | 生年月日（年齢）       | 備考                                 |
| -------- | ------------- | ---------------------- | ------------------------------------ |
| 栗田萌   | くりた もえ   | 1988年11月23日（36歳） | 通称：くりもえ、もえちゃん           |
| 松尾寧夏 | まつお やすか | 1991年8月26日（33歳）  | 通称：やーちゃん 元KAGAJO☆4Sメンバー |

### 活動中脱退メンバー
- 葵（1989年2月15日生まれ、東京都出身） - S★スパイシー卒業後は俳優、モデルとして活動
- 真下玲奈（1989年2月21日生まれ、 埼玉県出身） - S★スパイシー卒業後は俳優、モデルとして活動
- 花形綾沙（1988年7月10日生まれ 、東京都出身）

## 出演

### テレビ
- 部活オーレ 夕やけJUMP!（2014年1月15日 - 2014年9月17日、J:COMチャンネル関東）

## ディスコグラフィー

### シングル
| # | 発売日 （配信開始日）                                  | タイトル                               | レーベル | 販売形態 | 収録曲                                                                             | 発売日順位 | 備考                                       |
| - | ------------------------------------------------------ | -------------------------------------- | -------- | -------- | ---------------------------------------------------------------------------------- | ---------- | ------------------------------------------ |
| 1 | 2010年12月26日                                         | エキゾチックスパイス                   | 不明     | CD       | 1. エキゾチックスパイス 2. Crying Face                                             | -          | ライブ会場限定販売                         |
| 2 | 2013年7月21日 （2019年3月20日）                        | おひとりサマー〜話がご破算になっても〜 | SDR      | CD/配信  | 1. おひとりサマー〜話がご破算になっても〜 2. 私を二郎に連れてって 3. Give me Work! | -          | イベント会場限定販売 「S★スパイシー1」名義 |
| 3 | 2013年12月7日 （2019年3月20日）                        | 恋泥棒は左利き                         | SDR      | CD/配信  | 1. 恋泥棒は左利き 2. 再現ドラマの女 3. 私を釣りに連れてって                        | -          | イベント会場限定販売 「S★スパイシー2」名義 |
| 4 | 2014年12月10日 （2019年3月20日）                       | SGC★スパイシー                         | SDR      | CD/配信  | 1. SGC★スパイシー 2. DUST in STARDUST 3. ナイショの接待ゴルフ                      | 180位      |                                            |
| 5 | 2015年10月28日 （2016年6月15日、 再配信2019年3月20日） | がけっぷち音頭                         | SDR      | CD/配信  | 【松尾盤】 1. がけっぷち音頭 2. STRIKE!!                                           | 64位       | 【松尾盤】【栗田盤】の2形態で発売          |
| 5 | 2015年10月28日 （2016年6月15日、 再配信2019年3月20日） | がけっぷち音頭                         | SDR      | CD/配信  | 【栗田盤】 1. がけっぷち音頭 2. およげ！しらすちゃん～生しらす丼Ver～              | 64位       | 【松尾盤】【栗田盤】の2形態で発売          |

### コンピレーション・アルバム
- 『Lantis presents「スタ☆コレ」』（2009年8月14日）：少女迷路でつかまえて / S★スパイシー[26]

### 未音源曲
- 「スパイシー！えげつないGOODBYE！」（作詞・作曲 ：美広まりな（秘密のオト女 ゴリな）、編曲：OKAYAN） - S★スパイシーのラストソング[27]としてラストライブで披露された[28]。